# Chilly Gonzales
Pour les articles homonymes, voir Gonzales et Beck.
Jason Beck (né le 20 mars 1972 à Montréal, au Québec), surtout connu sous le nom de scène Chilly Gonzales et parfois surnommé Gonzo, est un auteur-compositeur-interprète et pianiste canadien, possédant aussi la nationalité française. Pianiste de formation classique, il mêle différents styles musicaux dans ses compositions et performances scéniques : jazz, musique actuelle, hip-hop, pop... Sa carrière décolle alors qu'il est installé à Berlin. Il réside désormais à Cologne, après avoir également vécu de nombreuses années à Paris.
Il compose aussi pour d'autres artistes. Il collabore régulièrement avec d’autres musiciens canadiens, tels que Feist, Peaches ou encore Mocky. Il collabore aussi avec Jamie Lidell sur ses albums Multiply et Compass, avec Buck 65 sur l'album Secret House Against the World et Socalled sur ses albums Ghettoblaster et Sleepover. En 2011, il participe à l'album Random Access Memories du duo de musique électronique Daft Punk, et à celui de Philippe Katerine, Confessions.

## Biographie

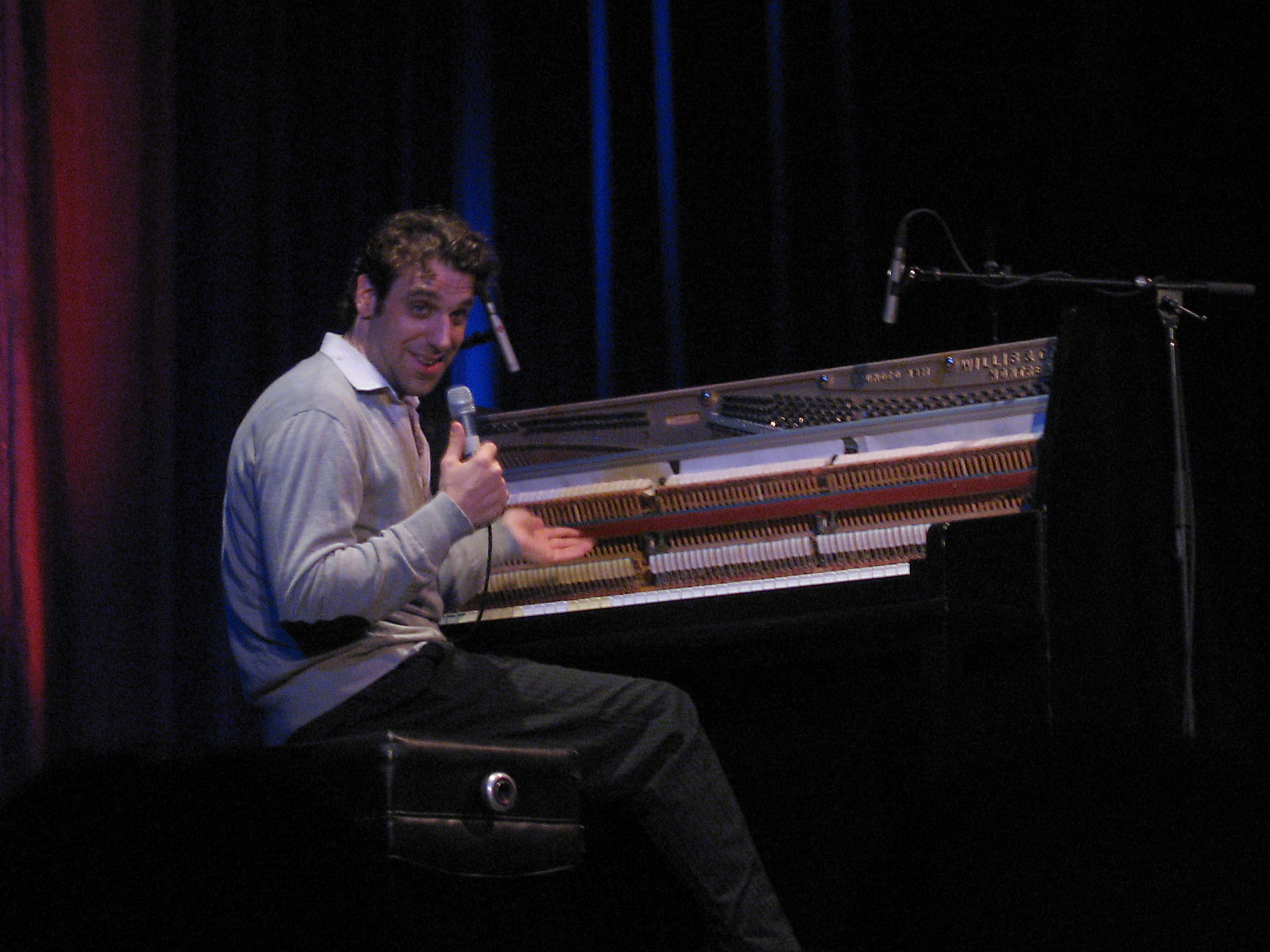
Gonzales en 2005 au Théâtre National à Montréal, Canada.

Jason Charles Beck nait le 20 mars 1972 à Montréal au Canada, dans une famille juive ashkénaze d'origine hongroise s’y étant réfugiée durant la Seconde Guerre mondiale. Son père, d'origine française, lui fait découvrir certaines icônes de la culture française dont Françoise Hardy  ou Richard Clayderman. D'autre part, Jason Beck va à l'école française où il y apprend cette langue[réf. nécessaire].
Dans les années 1990, il commence une carrière pop en tant que leader du groupe Son, qui signe un contrat  pour trois albums avec Warner Music Canada (une filiale de Warner Bros) en 1995. Thriller, leur premier album connaît un succès relatif, et ce malgré la diffusion massive du single Pick Up the Phone à la radio. Cela permet tout de même au groupe d’assurer la première partie de Barenaked Ladies à plusieurs reprises.
Malgré le fait que les ressources allouées soient limitées (Warner Bros a seulement publié à la hâte les démos du groupe), on y percevait déjà le don de Beck pour la mélodie et ses talents de producteur, d’autant plus pour un autodidacte.
En mai 2009, au théâtre Ciné 13, il bat le record mondial du plus long concert, dépassant l'ancien record de 26 heures et 12 minutes détenu par l'Indien Prasanna Gudi. Il le surpasse en établissant un nouveau record de 27 heures 3 minutes et 44 secondes, jouant sur scène 300 morceaux différents. Le concert a été transmis sur internet, et le record a été validé par le Livre Guinness des records.
En juillet 2011, il déclare avoir travaillé avec les Daft Punk pour leur prochain album. Thomas Bangalter des Daft Punk apparaît également dans le DVD From Major to Minor de Gonzales. Les deux artistes y jouent (Thomas Bangalter à la percussion et Gonzales au piano) en improvisation.
Le 17 mars 2017, il sort un album avec Jarvis Cocker (leader de Pulp), intitulé Room 29. Composé de seize titres, l'album est un hommage au Château Marmont. En avril 2018, il sort un album de reprises intitulé Other People's Pieces (O.P.P.) avec notamment des reprises de Daft Punk, Lana Del Rey ou encore Weezer. En 2018, sort en salles un documentaire qui lui est consacré : Shut Up and Play the Piano. 
Le 28 août 2024, il est le premier artiste en scène lors de la cérémonie d'ouverture des Jeux paralympiques d'été 2024.

## Discographie

### Albums studio
- 2000 : Gonzales Über Alles - Kitty-Yo
- 2000 : The Entertainist - Kitty-Yo
- 2002 : Presidential Suite - Kitty-Yo
- 2003 : Z - Kitty-Yo
- 2004 : Solo Piano - No Format!
- 2006 : From Major to Minor - DVD, Universal Jazz - No Format!
- 2008 : Soft Power - Mercury Records
- 2010 : Ivory Tower - Gentle Threat
- 2011 : The Unspeakable Chilly Gonzales - Gentle Threat
- 2012 : Solo Piano II - Gentle Threat
- 2015 :Chambers - Gentle Threat
- 2017 : Room 29 avec Jarvis Cocker - Deutsche Grammophon
- 2018 : Other People's Pieces (O.P.P.) - Gentle Threat
- 2018 : Solo Piano III - Gentle Threat
- 2020 : A very chilly christmas - Gentle Threat
- 2023 : French Kiss - Gentle Threat France
- 2024 : Gonzo - Gentle Threat France

### Albums en collaboration
- 2014 : Octave Minds - Boysnoize Records - Gentle Threat
- 2022 : Consumed in key - Richie Hawtin

### Production, arrangements
- 2003 : Daft Punk - Daft Club (Too Long (Gonzales Version))
- 2004 : Jane Birkin - Rendez-vous
- 2004 : Feist - Let It Die
- 2005 : Katerine - Robots après tout (avec Renaud Letang)
- 2006 : Teki Latex - Disco Dance With You - maxi single (pour les morceaux Disco Dance With You, Disco Dance With You (V V remix) et Electronic, avec Renaud Letang)
- 2007 : Christophe Willem - Inventaire
- 2007 : Feist - The Reminder
- 2007 : Teki Latex - Party de plaisir
- 2008 : Housse de Racket - Forty Love
- 2009 : Arielle Dombasle - Glamour à mort
- 2009 : Boys Noize / Erol Alkan - Waves (Chilly Gonzales Piano Remake)
- 2010 : Abd al Malik - Château Rouge
- 2010 : Sarah Nemtanu - Gypsic
- 2011 : Drake - Take Care
- 2012 : K'Naan - Country, God or The Girl
- 2013 : Drake - Nothing Was the Same, titre From Time (feat. Jhene Aiko)
- 2013 : Daft Punk - Random Access Memories (Within)

### Participations
- 2017 : musique de Foule sentimentale sur l'album hommage d'Alain Souchon, Souchon dans l'air
- 2019 : Sur les morceaux Duo (Intro) et Duo, sur l'album Confessions de Philippe Katerine en duo avec Angèle.
- 2024 : Sur le morceau Mezzel, sur l'album OSMIN de Zinée.
- 2025 : Sur le morceau La Ride Partie 2, sur la compilation La Cassette Vol. 2 de Duke Mobb.
- 2025 : Sur le morceau Ils me rient tous au nez - live version, sur la réédition de l'album Mega BBL de Théodora.

## Publications
- 2010 : Bande originale, avec Pierre Gagnaire (livre + CD) -  Flammarion
- 2014 : Re-Introduction Etudes (livre + CD) - Gentle Threat – Editions Bourges R.

## Filmographie
Sauf indication contraire, les informations mentionnées dans cette section peuvent être confirmées par les bases de données cinématographiques IMDb et Allociné,  présentes dans la section « Liens externes ».

### Comme compositeur
- 2007 : Je crois que je l'aime de Pierre Jolivet - Dot[réf. nécessaire]
- 2008 : Il fait beau dans la plus belle ville du monde (court métrage) de Valérie Donzelli
- 2010 : Ivory Tower (en) d'Adam Traynor
- 2013 : The Piano Room d'Igor Ivanov Izi (en)
- 2016 : Rosalie Blum de Julien Rappeneau - You Can Dance[réf. nécessaire]
- 2017 : An Ordinary Man de Brad Silberling

### Comme musicien
- 2010 : Gainsbourg (vie héroïque) de Joann Sfar - un pianiste
- 2025 : L'Accident de piano de Quentin Dupieux - Postlude

### Comme producteur
- 2010 : Ivory Tower (en) d'Adam Traynor
- 2018 : Shut Up and Play the Piano (documentaire) de Philipp Jedicke

### Comme acteur

#### Cinéma
- 2007 : Je crois que je l'aime de Pierre Jolivet[réf. nécessaire]
- 2010 : American Trip de Nicholas Stoller[réf. nécessaire]
- 2010 : Ivory Tower (en) d'Adam Traynor : Hershell Graves
- 2010 : Gainsbourg (vie héroïque) de Joann Sfar : le pianiste du night-club (non crédité)
- 2015 : The Girl Is in Trouble[réf. nécessaire]
- 2016 : Maman a tort de Marc Fitoussi[réf. nécessaire]

#### Doublage
- 2009 : Kérity la maison des contes : l'Ogre

#### Documentaires
- 2005 : Everything's Coming My Way de Stacey DeWolfe et Malcolm Fraser
- 2009 : In the Corner. de Laure Flammarion
- 2018 : Shut Up and Play the Piano de Philipp Jedicke

### Comme scénariste
- 2010 : Ivory Tower (en) d'Adam Traynor